# تاباكولو رمادي
تاباكولو رمادي (الاسم العلمي: Scytalopus canus) (بالإنجليزية: Paramillo Tapaculo)‏ هو نوع من الطيور يتبع جنس التاباكولو من فصيلة التاباكولات.